# مسار راسون السياحي
مسار راسون السياحي مسار سياحي أثري قامت بإنشاءه وزارة السياحة والآثار عام 2007 بالتعاون مع منظمات علمية كالاتحاد الأوروبي والوكالة الأمريكية للتنمية الدولية USAID.
يعد المسار من الوجهات السياحية المميزة على مستوى الأردن حيث يبدأ من مركز زوار عجلون المحاذي للقلعة مرورا بوسط المدينة إلى مثلث اشتفينا – المحمية – الاكاديمية البيئية - السوس – منتجع سلمى - راسون – عرجان – باعون – لستب – تل مار الياس وينتهي في قلعة عجلون، يبلغ طول المسار الكلي حوالي 37 كم ويقع على ارتفاعات تتراوح ما بين 700-1100 متر فوق سطح البحر ما يجعل مناطق المسار تمتاز بالتفاوت المناخي والطوبوغرافي، وهو مسار تاريخي – ديني – طبيعي – بيئي – تعليمي. تكثر الغابات الطبيعية في المنطقة وكذلك الأودية وعيون الماء والمخلفات التاريخية والأثرية.
ومن بين المنشات السياحية التي تتوفر على المسار يوجد 8 بيوت للإيواء تقدم خدمات الطعام من إنتاج البيئات المحلية إلى جانب المبيت ومخيمين سياحيين في راسون وبرقش تتوفر فيها سياحة المغامرة والإنزال الجبلي وبيوت ضيافة ومتحف شعبي ومطعمان سياحيان في عرجان بالإضافة للأكاديمية البيئية ومحمية غابات عجلون.
تعمل على المسار 6 فرق محلية للمغامرة والانزال الجبلي وعدد من الشركات السياحية التي تنظم رحلات خاصة في المغامرة إلى مناطق المسار لمن تستهويهم مثل هذه الرياضات.
1. ↑  "مسار راسون السياحي في عجلون يوفر 100 فرصة عمل دائمة". جريدة الدستور الاردنية. مؤرشف من الأصل في 2020-07-12. اطلع عليه بتاريخ 2020-07-12.